# Cassida stigmatica
Cassida stigmatica — жук підродини щитоносок з родини листоїдів.

## Поширення
Зустрічається від західного Палеарктичного регіону до Китаю (Сіньцзян-Уйгурський автономний район).

## Екологія та місцеперебування
Кормові рослини - айстрові (Asteraceae): деревій звичайний (Achillea millefolium), полин селітряні (Artemisia nitrosa), полин лікувальна (Artemisia abrotanum) і пижмо звичайна (Tanacetum vulgare).